# Wojna o Chaco
Wojna o Chaco (hiszp. Guerra del Chaco) – wojna pomiędzy Paragwajem a Boliwią o sporny obszar Gran Chaco, błędnie uważany za bogaty w ropę naftową.

## Przyczyny konfliktu
Mimo że region Gran Chaco był rzadko zaludniony, to przejęcie kontroli nad przepływającą tędy rzeką Paragwaj dawałoby obydwu stronom konfliktu upragnione połączenie z Oceanem Atlantyckim (Boliwia została pozbawiona dostępu do morza w wyniku przegranej wojny o Pacyfik)
Ponadto odkrycie ropy u podnóża Andów zrodziło spekulacje o rzekomej roponośności Chaco. W poszukiwania tego surowca zaangażowały się dwie firmy: Standard Oil (późniejszy Exxon), wspierany przez Boliwię, oraz Shell Oil, popierany przez Paragwaj.
Obydwa kraje powoływały się na swoje prawa do tego terenu jako pochodzące jeszcze z czasów kolonialnych, a arbitraż międzynarodowy nie przynosił rezultatów. W międzyczasie Paragwaj zaczął zagospodarowywać teren pod uprawę yerba mate, stając się wkrótce jej największym producentem.
Potyczki graniczne trwały od końca lat 20. i przerodziły się w otwartą wojnę w 1932, kiedy to armia boliwijska, wykonując rozkazy prezydenta Daniela Salamanki, zaatakowała paragwajski garnizon w Vanguardia.

## Działania wojenne
Obydwa kraje napotkały szereg utrudnień w prowadzeniu działań wojennych. Bagna i lasy, brak dróg, trudny klimat oraz olbrzymi obszar czyniły ten teren bardzo trudnym dla operacji wojskowych. Choroby dziesiątkowały żołnierzy i zwierzęta pociągowe, ciągle brakowało żywności oraz innego rodzaju zaopatrzenia. Przeciwnicy zdecydowali się jednak toczyć „wojnę nowoczesną” (z użyciem lotnictwa i innego zaawansowanego technicznie sprzętu), mimo iż warunki terenowe jej nie sprzyjały.
Początkowo Boliwia miała przewagę, szczególnie w powietrzu (lotnictwo Boliwii liczyło około 60 maszyn). W jej dyspozycji znalazły się także niewielkie jednostki pancerne: 3 czołgi lekkie Vickers E oraz 2 tankietki Vickers Carden Loyd Mark VI. Paragwaj w tym samym czasie cierpiał na poważne braki funduszy i dysponował tylko nielicznymi francuskimi bombowcami Potez XXVA oraz myśliwcami Wibault 73C.
Sytuację Paragwaju poprawiła w pewnym stopniu sekretna pożyczka udzielona temu krajowi przez Argentynę. Jednak i tak sytuacja w armii paragwajskiej była zła; kraj ten w czasie pokoju nie miał praktycznie regularnej armii i dlatego był do wojny całkowicie nieprzygotowany. Doszło nawet do tego, że podczas pierwszych walk Paragwajczycy byli uzbrojeni jedynie w maczety oraz jeden karabin Mausera na od 3 do 7 ludzi.
Paradoksalnie taki stan rzeczy okazał się korzystniejszy dla Paragwaju. Podczas gdy Boliwia wydawała ogromne sumy na nowoczesne uzbrojenie, takie jak ciężkie haubice, chłodzone wodą ciężkie karabiny maszynowe, czołgi, to paragwajscy „nowicjusze wojenni” dozbrajali się w tanią broń argentyńską, a co ważniejsze, ich uzbrojenie było lekkie i łatwe do transportu (np. moździerze czy ręczne karabiny maszynowe Madsena). To sprawiło, że błota, nieprzebyte bezdroża i upalny klimat Chaco stały się sprzymierzeńcami Paragwajczyków. Moździerze, granaty i lekka broń automatyczna zdominowały całkowicie pola bitew, a Boliwia, mimo przewagi jakościowej w sprzęcie, nie była w stanie przechylić szali zwycięstwa na swoją stronę. Nawet gdy Paragwaj już całkowicie wyczerpał swoje środki finansowe, potrafił skutecznie korzystać ze zdobycznego boliwijskiego sprzętu, w tym czołgów, który już wkrótce stanowił większość jego uzbrojenia.

## Charakter wojny
Duże znaczenie dla obu armii mieli najemnicy. Szef sztabu generalnego Boliwii – gen. Hans Kundt (de facto dyktator kraju) był niemieckim weteranem z I wojny światowej. Chilijscy najemnicy oraz czeska misja wojskowa doradzały Boliwijczykom na polu bitwy. W służbie paragwajskiej znajdowało się dwóch „białych” rosyjskich generałów, którzy uciekli z Rosji po przegranej z bolszewikami, byli to gen. Bielajew (poprzednio członek sztabu gen. Wrangla) oraz gen. Ern. Pod koniec wojny armię paragwajską szkoliła i wyposażała włoska misja wojskowa.
Podczas gdy Boliwijczycy stosowali europejską taktykę wojskową, Paragwajczycy stworzyli swoją własną strategię walki, która opierała się na doświadczeniach rodzimych dowódców (którzy mogli poznać błędy Europejczyków, służąc jako ochotnicy w wojskach francuskich w czasie I wojny światowej). Najwybitniejszym dowódcą okazał się paragwajski generał, a później marszałek José Félix Estigarribia. Z mistrzostwem potrafił wykorzystać znajomość terenu Indian Guarani służących w paragwajskiej armii i zaszczepić duch braterstwa pomiędzy żołnierzami. Starał się unikać wojny w okopach, jako statycznego starcia, preferował natomiast manewr i wielokrotnie dzięki temu doprowadzał do okrążenia i zniszczenia przewyższających go liczebnie sił boliwijskich.
Taktyka stosowana przez Kundta okazała się bezużyteczna wobec śmiałych poczynań Estigarribii, który obchodził umocnienia i okopy boliwijskie, doprowadzając wielokrotnie do odcięcia przeciwników (taktyka ta przynosiła znakomite efekty, o czym świadczy liczba 30 tys. Boliwijczyków, którzy znaleźli się w niewoli, podczas gdy w Boliwii znajdowało się tylko 3 tys. Paragwajczyków). Duże zasługi dla Paragwajczyków poczynili rosyjscy generałowie. Bielajew i Ern zaprojektowali szereg ziemnych umocnień. Były to umocnione „wyspy” oporu, w skład których wchodziły moździerze, karabiny maszynowe, druty kolczaste i miny. „Wyspy” te wzajemnie się ubezpieczały i uzupełniały swoje pola ostrzału tak, że Boliwijczycy często znajdowali się w krzyżowym ogniu, będąc wobec niego bezradnym.

## Wyczerpanie stron konfliktu

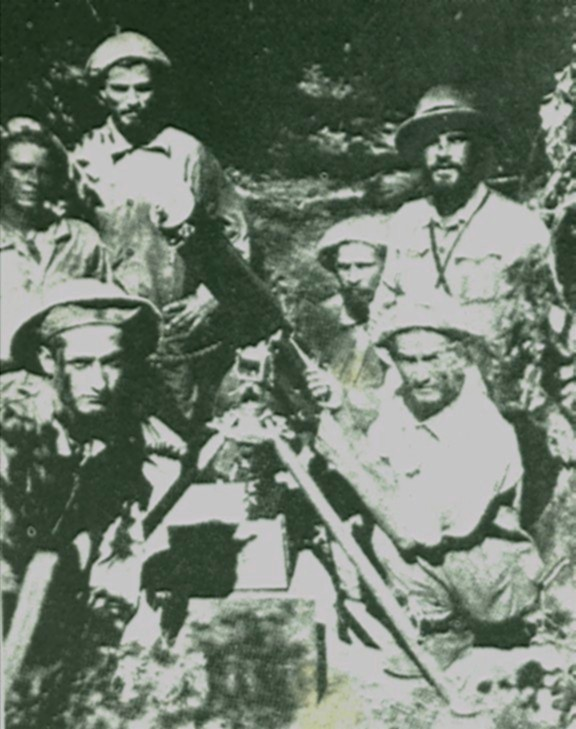
Paragwajska obsługa karabinu maszynowego

Boliwijskie siły pancerne okazały się bezużyteczne w terenie porośniętym buszem i roślinnością typu kebraczo i ciągle zależne były od piechoty, która musiała im torować drogę. Ponadto zaopatrzenie w ogromne ilości wody i benzyny napotykało na trudności w tym bezdrożnym terenie. Bardzo wysokie temperatury powodowały, że załogi czołgów boliwijskich otwierały wszystkie włazy w swoich pojazdach. Paragwajczycy wkrótce zaczęli to wykorzystywać; łatwo doprowadzali do otoczenia czołgów, a następnie niszczyli je granatami.
Mimo że Boliwia całkowicie panowała w powietrzu, to indolencja jej dowództwa powodowała złe wykorzystanie lotnictwa. Ignorowano całkowicie dane ze zwiadu lotniczego – ważnego w tym trudnym terenie. Boliwijczycy wykorzystywali swoje lotnictwo do zaopatrywania okrążonych oddziałów, jednak mocny ostrzał Paragwajczyków paraliżował zrzuty i nie były one zbyt skuteczne. Niezwykle rzadko dochodziło też do walk powietrznych. Do 1935 obie walczące strony straciły 30 samolotów wszystkich typów, a więc skala działań była niewielka.
Paragwaj wychodził zwycięsko niemal ze wszystkich starć w tej wojnie; było to spowodowane głównie lepszym dowodzeniem oraz lepszą znajomością terenu. Ponadto morale żołnierzy armii paragwajskiej było wysokie, w odróżnieniu od armii boliwijskiej (główną jej część stanowili Indianie pozostający pod dowództwem „białych”, co powodowało ich zniechęcenie do walki, którą traktowali jako prywatną wojnę boliwijskiej i „białej” elity rządowej). Ograniczeniem armii paragwajskiej było jedynie ubóstwo kraju i permanentne braki w zaopatrzeniu. Po 1932 prawie wszystkie paragwajskie ciężarówki, artyleria i broń ręczna były zdobyte na Boliwijczykach. W 1935 Paragwaj opanował większość spornego terenu.
Długotrwały konflikt doprowadził do niemal zupełnego wyczerpania obydwu krajów. Życie straciło ponad 100 tys. ludzi (większość z nich padła ofiarą rozmaitych chorób tropikalnych, 57 tys. z nich stanowili Boliwijczycy). Szczególnie krwawa była bitwa o Ayala, 4-5 lipca 1933 (drugi atak na Nanawa). Paragwaj musiał żywić i ubierać około 30 tys. jeńców, co było bardzo dużym obciążeniem. Wojska paragwajskie zostawiły za sobą znane lasy i na ich drodze znalazły się teraz boliwijskie góry. Paragwaj miał zbyt małe rezerwy ludzkie, aby znieść jeszcze jakiekolwiek straty. Boliwia zdawała się być niewyczerpana pod względem nowego materiału ludzkiego na rekrutów, ale liczne przegrane całkowicie pogrążyły dowództwo wraz z gen. Kundtem, ponadto jej armia była całkowicie zdemoralizowana.

## Koniec wojny

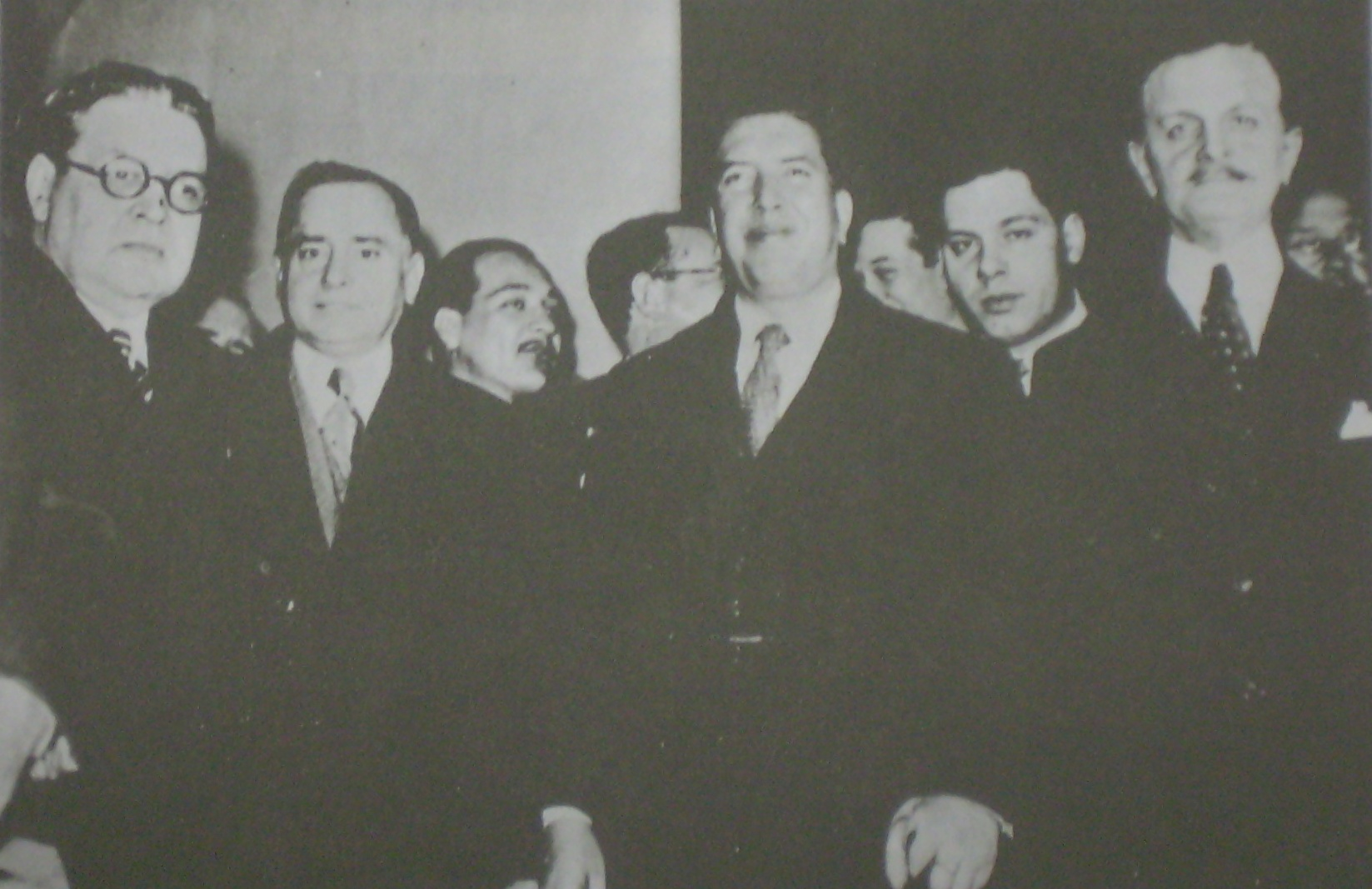
Sygnatariusze traktatu pokojowego z 1938 zebrani w Buenos Aires

Zawieszenie broni zostało zawarte 10 czerwca 1935, a 21 lipca 1938 został zawarty w Buenos Aires ostateczny traktat pokojowy. Obydwie strony zgodziły się na międzynarodowy arbitraż. Ambasadorowie innych państw Ameryki Południowej pełniący funkcje arbitrów przyznali Paragwajowi większość spornego terytorium (około 3/4 terenu). Boliwia otrzymała jedynie wąski, bagnisty i bezużyteczny korytarz do rzeki Paragwaj. Otrzymała także przywileje kolejowe i tranzytowe na terytorium Paragwaju, który zaoferował je dobrowolnie.
Natomiast miraż naftowego bogactwa prysł ostatecznie, gdy nie odkryto tu żadnych złóż. Tak więc wojna ta okazała się jedynie niepotrzebnym przelewem krwi ludzi, którzy oddawali swe życie za kawałek nieprzyjaznego i nieprzydatnego terenu.

## Mobilizacja i straty
Podczas wojny trwającej 1095 dni obie strony zdobyły się na ogromny wysiłek i poniosły duże straty.
- Paragwaj:

Zmobilizowano łącznie 140 000 żołnierzy (11% ogólnej liczby mieszkańców). Jednorazowo liczebność wojsk nie przekraczała 50 tys., z tego w Chaco przebywało nie więcej niż 30 tys.
W czasie działań wojennych życie straciło od 31 500 do 36 000 żołnierzy, 2500 - 4000 dostało się do niewoli, a kilkadziesiąt tys. zostało rannych. Utracono 24 samoloty, a łączny koszt wojny zamknął się sumą 124 mln dolarów.
- Boliwia:

Zmobilizowała 210 000 - 250 000 żołnierzy (8% ogólnej liczby mieszkańców). Jednorazowa liczebność wojsk nie przekraczała 60 tys.
Straty Boliwii wyniosły: zabitych - 52 400 - 60 000; rannych - ponad 27 000; wziętych do niewoli - 17 000 - 23 250 i ok. 10 tys. dezerterów. Ponadto stracono 2 czołgi, 2 tankietki, 37 dział, 20 działek, 72 moździerze, 370 samochodów, 480 aparatów telefonicznych, 34 samoloty, 42 500 kbk oraz 15 mln naboi (według innych danych nawet 73 mln naboi). Wojna kosztowała Boliwię 228 mln ówczesnych dolarów.